# Castanophlebia
Castanophlebia is een geslacht van haften (Ephemeroptera) uit de familie Leptophlebiidae.

## Soorten
Het geslacht Castanophlebia omvat de volgende soorten:
- Castanophlebia albicauda
- Castanophlebia calida